# Adetus obliquatus
Adetus obliquatus är en skalbaggsart som beskrevs av Stefan von Breuning 1948. Adetus obliquatus ingår i släktet Adetus och familjen långhorningar. Inga underarter finns listade i Catalogue of Life.